# Jacques Boyceau

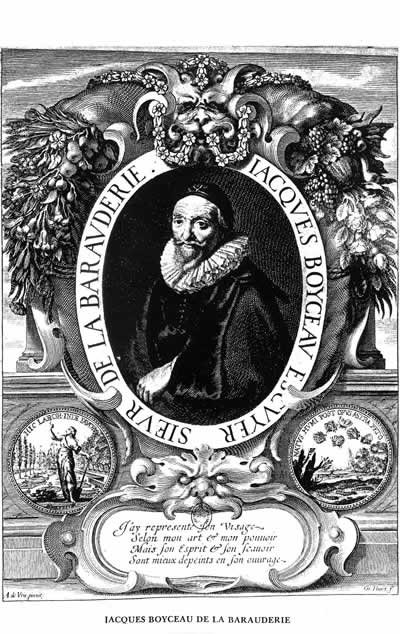
Jacques Boyceau de la Barauderie.

Jacques Boyceau de la Barauderie, född omkring 1562 i Saint-Jean-d'Angély, död omkring 1634 i Paris, var en fransk landskapsarkitekt.
Boyceau, som var Ludvig XIII:s hovträdgårdsmästare, räknas som den främste företrädaren för den klassiska franska parken före André Le Nôtre. 